# Vilanova de Arousa
Vilanova de Arousa (in Kastilisch auch Villanueva de Arosa) ist eine galicische Gemeinde in der Provinz Pontevedra im Nordwesten Spaniens mit 10.225 Einwohnern (Stand: 2024). Sie liegt 27 km von der Provinzhauptstadt Pontevedra entfernt. 

## Geschichte
Im Jahr 1998 wurde das Gemeindegebiet aufgeteilt und ein Teil davon wurde zur neuen Gemeinde A Illa de Arousa.

## Bevölkerungsentwicklung der Gemeinde
Legende: Villanueva de Arosa + A Illa de Arousa___Vilanova de Arousa + A Illa de Arousa___Vilanova de Arousa

## Gemeindegliederung
Die Gemeinde Vilanova de Arousa ist in sechs Parroquias gegliedert:
| Parroquias         | Patrozinium  | Einwohner 2024 | Fläche km² | Dichte Einw./km² | Höhe msnm | Ortskennzahl |
| ------------------ | ------------ | -------------- | ---------- | ---------------- | --------- | ------------ |
| András             | San Lourenzo | 453            | 4,66       | 97               | 105       | 36061010000  |
| Baión              | San Xoán     | 1.247          | 10,08      | 124              | 52        | 36061020000  |
| Caleiro            | Santa María  | 2.838          | 4,95       | 573              | 12        | 36061030000  |
| Deiro              | San Miguel   | 1.672          | 4,90       | 341              | 71        | 36061040000  |
| Tremoedo           | Santo Estevo | 850            | 6,40       | 133              | 32        | 36061060000  |
| Vilanova de Arousa | San Cibrán   | 3.165          | 2,24       | 1.413            | 4         | 36061070000  |

## Wirtschaft
| Ackerbau, Viehzucht und Fischerei                                                  | 0563  | 014,44 |
| Industrie                                                                          | 0572  | 014,67 |
| Bauwirtschaft                                                                      | 0315  | 08,08  |
| Dienstleistungsbetriebe                                                            | 2.450 | 062,82 |
| Total                                                                              | 3.900 | 100,00 |
| * Daten aus dem Statistischen Amt für Wirtschaftliche Entwicklung in Galicien, IGE |       |        |

## Persönlichkeiten
- Ramón María del Valle-Inclán (1866–1936), Schriftsteller
- Florencio Sanz Esparza (1890–1987), römisch-katholischer Bischof von Cuttack